# Venezianisches Verteidigungssystem des 16. bis 17. Jahrhunderts
Venezianisches Verteidigungssystem des 16. bis 17. Jahrhunderts ist eine von der UNESCO gelistete Stätte des Weltkulturerbes. Die transnationale Welterbestätte umfasst sechs Verteidigungsbauten und Festungen in Italien, Kroatien und Montenegro.

## Hintergrund
Die Befestigungen sind Zeugen der Republik Venedig, welche über mehrere Jahrhunderte die Rolle einer See- und Wirtschaftsmacht im Mittelmeerraum spielte. Um das Herrschaftsgebiet zu schützen, wurden verschiedene Befestigungen errichtet. Die Verteidigungsbauten des Stato da Terra schützten die Republik vor anderen europäischen Mächten im Nordwesten. Diejenigen des Stato da Mar schützten die Adriahäfen und die Handelsrouten in die Levante. Sie waren notwendig um die Expansion und die Autorität der Republik Venedig zu gewährleisten. Die Erfindung von Schießpulver führte zu bedeutenden Veränderungen in militärischer Technik und Architektur, welche sich in den Bastionen im sogenannten „alla moderna“-Stil zeigen.

## Eintragung
Venezianische Verteidigungsbauten des 16. bis 17. Jahrhunderts wurde 2017 aufgrund eines Beschlusses der 41. Sitzung des Welterbekomitees in die Liste des UNESCO-Welterbes eingetragen.
Die Eintragung erfolgte aufgrund der Kriterien (iii) und (iv).

## Einzelstätten
Venezianisches Verteidigungssystem des 16. bis 17. Jahrhunderts ist eine serielle (aus mehreren getrennten Komponenten bestehende) transnationale (sich über mehrere Staaten erstreckende) Welterbestätte. Die sechs Einzelstätten liegen über eine Distanz von mehr als 1000 Kilometern verteilt – von der Lombardei bis an die Montenegrinische Küste. Sie haben insgesamt einen Schutzbereich von etwa 378 ha, wovon rund 90 Prozent in Italien liegen. Die einzelnen Schutzbereiche sind jeweils von Pufferzonen umgeben, die insgesamt eine Fläche von 1749 ha haben.

### Karten
| Bergamo |

| Peschiera del Garda |

| Palmanova |

| Bergamo |

| Peschiera del Garda |

| Palmanova |

| Zadar |

| Šibenik |

| Zadar |

| Šibenik |

| \| Kotor \|                 |
| Einzelstätten in Montenegro |
| Kotor                       |

| Kotor |

### Liste
| Ref.-Nr. 1533- | Bild                        | Name                                                | Ort, Region, Land                            | Schutzbereich | Pufferzone |
| -------------- | --------------------------- | --------------------------------------------------- | -------------------------------------------- | ------------- | ---------- |
| 001            | Mura Venete, Bergamo        | Die befestigte Stadt Bergamo (Standort)             | Bergamo, Lombardei, Italien                  | 119,61 ha     | 446,07 ha  |
| 002            |                             | Die befestigte Stadt Peschiera del Garda (Standort) | Peschiera del Garda, Venetien, Italien       | 36,67 ha      | 143,85 ha  |
| 003            | Palmanova                   | Festungsstadt Palmanova (Standort)                  | Palmanova, Friaul-Julisch Venetien, Italien  | 193,73 ha     | 296,27 ha  |
| 004            | Kopnena vrata, Zadar        | Verteidigungssystem von Zadar (Standort)            | Zadar, Gespanschaft Zadar, Kroatien          | 11,19 ha      | 240,45 ha  |
| 005            | Tvrđava sv. Nikola, Šibenik | Festung St. Nikolaus in Šibenik (Standort)          | Šibenik, Gespanschaft Šibenik-Knin, Kroatien | 0,85 ha       | 523,79 ha  |
| 006            | Kotor                       | Die befestigte Stadt Kotor (Standort)               | Kotor, Montenegro                            | 16,32 ha      | 99,19 ha   |

## Nicht berücksichtigte Stätten
Neben den oben aufgeführten Einzelstätten waren weitere Stätten vorgeschlagen worden, wurden aber nicht in das Welterbe aufgenommen. Dazu zählen:
- in Kroatien Šibenik, Hvar und Korčula und
- in Montenegro Herceg Novi und Ulcinj.

Aus Italien enthielt der Vorschlag noch das Verteidigungssystem der Lagune von Venedig in Venedig und Chioggia mit dem Arsenal, dem Fort Sant’Andrea, den oktogonalen Festungen und dem Fort San Felice. Diese wurden ebenfalls nicht als Komponenten vom „Venezianischen Verteidigungssystem des 16. bis 17. Jahrhunderts“ berücksichtigt. „Venedig und seine Lagune“ ist jedoch als eigene Kulturerbestätte bereits seit 1987 in der Welterbeliste eingetragen.

## Sonstiges
Eine ähnliche transnationale serielle Nominierung wie für das Venezianische Verteidigungssystem wird auch für Handelsposten und Festungen in den Genueser Kolonien zwischen Mittelmeer und Schwarzem Meer angestrebt. Seit 2010 liegen Vorschläge aus der Ukraine vor, seit 2013 aus der Türkei.